# Бодешти (Алба)
Бодешти (рум. Bodești) насеље је у Румунији у округу Алба у општини Ваду Моцилор. Oпштина се налази на надморској висини од 942 m.

## Становништво
Према подацима из 2002. године у насељу је живело 154 становника, од којих су сви румунске националности.